# Jacobo Sales y Reig
Jacobo Sales y Reig (Valencia, 1847-Madrid, 1905) fue un político y escritor español.

## Biografía
Nació el 16 de mayo de 1847 en Valencia. Escritor y hombre político, escribió en los periódicos valencianos El Eco de Valencia, El Mercantil Valenciano, El Diario de Valencia y Boletín del Ateneo, además de en los madrileños El Diario Español, El Gobierno y Diario Universal (1903). Como político, además de gobernador civil en varias provincias, fue diputado en las Cortes de la Restauración, por ver primera tras las elecciones de 1881 y por segunda vez en 1903, en sustitución de Pascual Guzmán Pajarón, en ambas por el distrito valenciano de Torrente. Fue autor del drama El día memorable (1892), escrito junto a Félix G. Llana. Muy amigo al parecer primero de Cristino Martos y más adelante de Francisco Romero Robledo, falleció en Madrid el 22 de diciembre de 1905.